# Dekanat Częstochowa – Podwyższenia Krzyża Świętego
Dekanat Częstochowa – Podwyższenia Krzyża Świętego – jeden z 36 dekanatów rzymskokatolickich należących do archidiecezji częstochowskiej. Należy do regionu częstochowskiego. Dziekanem jest proboszcz parafii św. Andrzeja Boboli ks. kan. Adam Zyzik, przedtem pełniący funkcję wicedziekana. Do 2014 roku dziekanem był proboszcz parafii Pięciu Pierwszych Męczenników Polski ks. prał. Andrzej Filipecki. Przed nim funkcję tę pełnił ks. Kazimierz Najman.

## Lista parafii
| Lp | Miejscowość / parafia                                    | Proboszcz / administrator                                          | Kościół                                                     | Zdjęcie |
| -- | -------------------------------------------------------- | ------------------------------------------------------------------ | ----------------------------------------------------------- | ------- |
| 1  | Częstochowa Parafia Najświętszego Ciała i Krwi Chrystusa | ks. Bernard Kozłowski                                              | Kościół Najświętszego Ciała i Krwi Chrystusa w Częstochowie |         |
| 2  | Częstochowa Parafia Nawiedzenia Najświętszej Maryi Panny | ks. Kazimierz Najman                                               | Kościół Nawiedzenia Najświętszej Maryi Panny w Częstochowie |         |
| 3  | Częstochowa Parafia Podwyższenia Krzyża Świętego         | ks. Andrzej Sobota                                                 | Kościół Podwyższenia Krzyża Świętego w Częstochowie         |         |
| 4  | Częstochowa                                              |                                                                    | Kościół Pana Jezusa Konającego w Częstochowie               |         |
| 5  | Częstochowa Parafia św. Andrzeja Boboli                  | ks. Adam Zyzik                                                     | Kościół św. Andrzeja Boboli w Częstochowie                  |         |
| 6  | Częstochowa Parafia Pierwszych Pięciu Męczenników Polski | ks. Stanisław Jasionek                                             | Kościół Pierwszych Pięciu Męczenników Polski w Częstochowie |         |
| 7  | Częstochowa Parafia św. Brata Alberta Chmielowskiego     | ks. Szymon Stępniak                                                | Kościół św. Brata Alberta Chmielowskiego w Częstochowie     |         |
| 8  | Częstochowa Parafia św. Faustyny Kowalskiej              | ks. Wojciech Pelczarski                                            | Kościół św. Faustyny Kowalskiej w Częstochowie              |         |
| 9  | Częstochowa Parafia św. Franciszka z Asyżu               | ks. Roman Jan Szecówka                                             | Kościół św. Franciszka z Asyżu w Częstochowie               |         |
| 10 | Częstochowa Parafia Akademicka św. Ireneusza             | ks. Michał Krawczyk                                                | Kościół Akademicki św. Ireneusza w Częstochowie             |         |
| 11 | Częstochowa Parafia św. Kaspra del Bufalo                | ks. Łukasz Tarnowski CPPS                                          | Kościół św. Kaspra del Bufalo w Częstochowie                |         |
| 12 | Częstochowa                                              | Współpracownicy: Księża Moderatorzy Wyższego Seminarium Duchownego | Kościół św. Rocha i św. Sebastiana w Częstochowie           |         |